# Amorges II
|  | Cal no confondre aquest rei amb Amorges I, contemporani de Cir II de Pèrsia |

Amorges (en grec antic: Ἀμόργης) va ser un rei dels saces (una branca dels escites) contemporani de Darios el Gran de Pèrsia.
El rei Darios (521-486 aC), al començament del seu regnat, va fer la guerra als escites orientals, que li van presentar tres exèrcits dirigits per tres reis, un dels quals era Amorges. Darios s'hi va enfrontar per separat: va derrotar el primer grup, va exterminar el segon i va fer presoner el tercer rei. A la inscripció de Behistun es narra el mateix fet: la data de l'expedició és el 520/519 aC; s'anomena als escites com a sakas tigraxauda, i es diu que el rei capturat es deia Skunxa. Tot i diferències menors, les dues versions són, en general, prou similars.